# Driebond (Groningen)
De Driebond is een gebied bij de stad Groningen, gelegen tussen de stad (Euvelgunne) en Middelbert.
Het van oorsprong landelijke gebied is in de tweede helft van de 20e eeuw ingericht als industrieterrein. De uitbreiding is nog steeds in ontwikkeling.
De straatnamen hebben, afgezien van de al bestaande Driebondsweg, allemaal relaties tot het Hanze-verleden van de stad. Zo zijn veel havensteden rond de Oostzee vernoemd (zoals de Odenseweg of de Koldingweg).
Het gebied, dat genoemd is naar het voormalige waterschap de Driebond, ligt ingesloten tussen de Beneluxweg (bestaande uit de A7 en de N46), het Winschoterdiep en het Eemskanaal. De brug in de N46 over het Eemskanaal is de Driebondsbrug.
1. ↑  Inclusief het A-kwartier, Academiekwartier, Bisschopskwartier en Ebbingekluft
2. ↑  Inclusief Ruskenveen
3. ↑  Euvelgunne en Roodehaan zijn onderdeel van de MEER-dorpen, maar vallen onder de wijk Zuidoost
4. ↑  Inclusief de subbuurten De Wierden (waaronder het bouwblok Heemwerd), Rietlanden en Reitdiephaven
5. ↑  Voorheen Korrewegwijk genoemd
6. ↑  Voorheen Korrewegbuurt genoemd